# Lycus Sulci
Lycus Sulci ist eine Aureole im Amazonis-Quadranten auf dem Mars, die sich nordwestlich des Vulkans Olympus Mons erstreckt. Es ist 1.350 km lang und wurde nach einem klassischen Albedo-Merkmal benannt. Der Begriff „Sulci“ wird für subparallele Furchen und Grate verwendet. Die Aureole erzählt die Geschichte eines Abbruchs der unteren Flanken des Olympus Mons, der sich in seiner fernen Vergangenheit ereignete.